# 12317 Madicampbell
12317 Madicampbell è un asteroide della fascia principale. Scoperto nel 1992, presenta un'orbita caratterizzata da un semiasse maggiore pari a 2,7910997 UA e da un'eccentricità di 0,0602947, inclinata di 3,77814° rispetto all'eclittica.